# Edificio Banca Catalana
El Edificio Banca Catalana es una obra de últimas tendencias de Barcelona incluida en el Inventario del Patrimonio Arquitectónico de Cataluña. Ha sido la sede de Banca Catalana, el Banco Bilbao Vizcaya Argentaria y la Editorial Planeta.

## Descripción
Es un edificio de oficinas de los arquitectos Enric Tous y Josep Maria Fargas construido en 1979 inicialmente como sede del Banco Industrial de Cataluña situado en la avenida Diagonal a la altura de la Gran Vía de Carlos III.
El edificio consiste en tres torres de plantas octogonales y orgánicas recubiertas totalmente de vegetación que cuelga de jardineras continuas. Lo más sorprendente de este edificio es el diseño del ajardinamiento vertical, obra de Jordi Aguilà con un complejo sistema de irrigación. Los tres módulos se unen en forma de triángulo con un edificio también octogonal más bajo precediendo a la entrada.
Los arquitectos Tous y Fargas incorporan a sus obras, entre los años sesenta y setenta, características de la arquitectura japonesa y norteamericana, el uso de nuevos materiales y nuevas tecnologías alejándose así de la arquitectura española dominante de la época.

## Historia
El edificio fue construido como sede de la Banca Catalana y el Banco Industrial de Cataluña, posteriormente fue la sede del grupo Planeta.
La obra tuvo un gran impacto por su situación y por las dimensiones del proyecto entre los barceloneses y rompió fuertemente con la arquitectura dominante de ese momento.